# Плеттенберг
Плеттенберг (нем. Plettenberg) — город в Германии, в земле Северный Рейн-Вестфалия.
Подчинён административному округу Арнсберг. Входит в состав района Меркиш. Население составляет 26 321 человек (на 31 декабря 2010 года). Занимает площадь 96,29 км². Официальный код — 05 9 62 052.
| Год  | Население |
| ---- | --------- |
| 1995 | 29 500    |
| 2000 | 29 133    |
| 2005 | 28 255    |
| 2010 | 26 665    |